# Leo Gorcey
Leo Bernard Gorcey (New York, 3 giugno 1917 – Oakland, 2 giugno 1969) è stato un attore statunitense.
Faceva parte di un gruppo di attori chiamato The Dead End Kids, poi The East Side Kids e da adulti The Bowery Boys.

## Filmografia parziale

### Cinema
- Strada sbarrata (Dead End), regia di William Wyler (1937)
- Portia on Trial, regia di George Nicholls Jr. (1937)
- La donna che voglio (Mannequin), regia di Frank Borzage (1937)
- Crime School, regia di Lewis Seiler (1938)
- Gli angeli con la faccia sporca (Angels with Dirty Faces), regia di Michael Curtiz (1938)
- Hanno fatto di me un criminale (They Made Me a Criminal), regia di Busby Berkeley (1939)
- Acciaio umano (Hell's Kitchen), regia di Lewis Seiler e E.A. Dupont (1939)
- Angeli senza cielo (The Angels Wash Their Faces), regia di Ray Enright (1939)
- On Dress Parade, regia di William Clemens (1939)
- Private Detective, regia di Noel M. Smith (1939) - non accreditato
- Strisce invisibili (Invisible Stripes), regia di Lloyd Bacon (1939)
- Boys of the City, regia di Joseph H. Lewis (1940)
- That Gang of Mine, regia di Joseph H. Lewis (1940)
- Hullabaloo, regia di Edwin L. Marin (1940) - non accreditato
- Gallant Sons, regia di George B. Seitz (1940)
- Pride of the Bowery, regia di Joseph H. Lewis (1940)
- Avventura a Zanzibar (Road to Zanzibar), regia di Victor Schertzinger (1941)
- Fuori dalla nebbia (Out of the Fog), regia di Anatole Litvak (1941)
- Bowery Blitzkrieg, regia di Wallace Fox (1941)
- Down in San Diego, regia di Robert B. Sinclair (1941)
- Spooks Run Wild, regia di Phil Rosen (1941)
- Born to Sing, regia di Edward Ludwig (1942)
- Mr. Wise Guy, regia di William Nigh (1942)
- Sunday Punch, regia di David Miller (1942)
- Let's Get Tough, regia di Wallace Fox (1942)
- Maisie Gets Her Man, regia di Roy Del Ruth (1942)
- Smart Alecks, regia di Wallace Fox (1942)
- 'Neath Brooklyn Bridge, regia di Wallace Fox (1942)
- Kid Dynamite, regia di Wallace Fox (1943)
- Clancy Street Boys, regia di William Beaudine (1943)
- Spettri all'arrembaggio (Ghosts on the Loose), regia di William Beaudine (1943)
- Ombre sul mare (Destroyer), regia di William A. Seiter (1943)
- Mr. Muggs Steps Out, regia di William Beaudine (1943)
- Million Dollar Kid, regia di Wallace Fox (1944)
- Follow the Leader, regia di William Beaudine (1944)
- I tigrotti di New York (Docks of New York), regia di Wallace Fox (1945)
- Mr. Muggs Rides Again, regia di Wallace Fox (1945)
- Midnight Manhunt, regia di William C. Thomas (1945)
- Come Out Fighting, regia di William Beaudine (1945)
- Live Wires, regia di Phil Karlson (1946)
- In Fast Company, regia di Del Lord (1946)
- Bowery Bombshell, regia di Phil Karlson (1946)
- Spook Busters, regia di William Beaudine (1946)
- Mr. Hex, regia di William Beaudine (1946)
- Hard Boiled Mahoney, regia di William Beaudine (1947)
- News Hounds, regia di William Beaudine (1947)
- Bowery Buckaroos, regia di William Beaudine (1947)
- Angels' Alley, regia di William Beaudine (1948)
- Due sorelle a New York (So This Is New York), regia di Richard Fleischer (1948)
- Jinx Money, regia di William Beaudine (1948)
- Smugglers' Cove, regia di William Beaudine (1948)
- Trouble Makers, regia di Reginald Le Borg (1948)
- Fighting Fools, regia di Reginald Le Borg (1949)
- Hold That Baby!, regia di Reginald Le Borg (1949)
- Angels in Disguise, regia di Jean Yarbrough (1949)
- Master Minds, regia di Jean Yarbrough (1949)
- Blonde Dynamite, regia di William Beaudine (1950)
- Triple Trouble, regia di Jean Yarbrough (1950)
- Blues Busters, regia di William Beaudine (1950)
- Bowery Battalion, regia di William Beaudine (1951)
- Ghost Chasers, regia di William Beaudine (1951)
- Let's Go Navy!, regia di William Beaudine (1951)
- Crazy Over Horses, regia di William Beaudine (1951)
- Hold That Line, regia di William Beaudine (1952)
- Here Come the Marines, regia di William Beaudine (1952)
- No Holds Barred, regia di William Beaudine (1952)
- Jalopy, regia di William Beaudine (1953)
- Loose in London, regia di Edward Bernds (1953)
- Clipped Wings, regia di Edward Bernds (1953)
- Private Eyes, regia di Edward Bernds (1953)
- Paris Playboys, regia di William Beaudine (1954)
- Jungle Gents, regia di Edward Bernds (1954)
- Bowery to Bagdad, regia di Edward Bernds (1955)
- High Society, regia di William Beaudine (1955)
- Spy Chasers, regia di Edward Bernds (1955)
- Jail Busters, regia di William Beaudine (1955)
- Dig That Uranium, regia di Edward Bernds (1956)
- Crashing Las Vegas, regia di Jean Yarbrough (1956)
- Questo pazzo, pazzo, pazzo, pazzo mondo (It's a Mad, Mad, Mad, Mad World), regia di Stanley Kramer (1963)
- The Phynx, regia di Lee H. Katzin (1970)

### Televisione
- The Dick Powell Show – serie TV, episodio 1x29 (1962)